# Anthostoma decipiens
 (novembre 2023).
Espèce

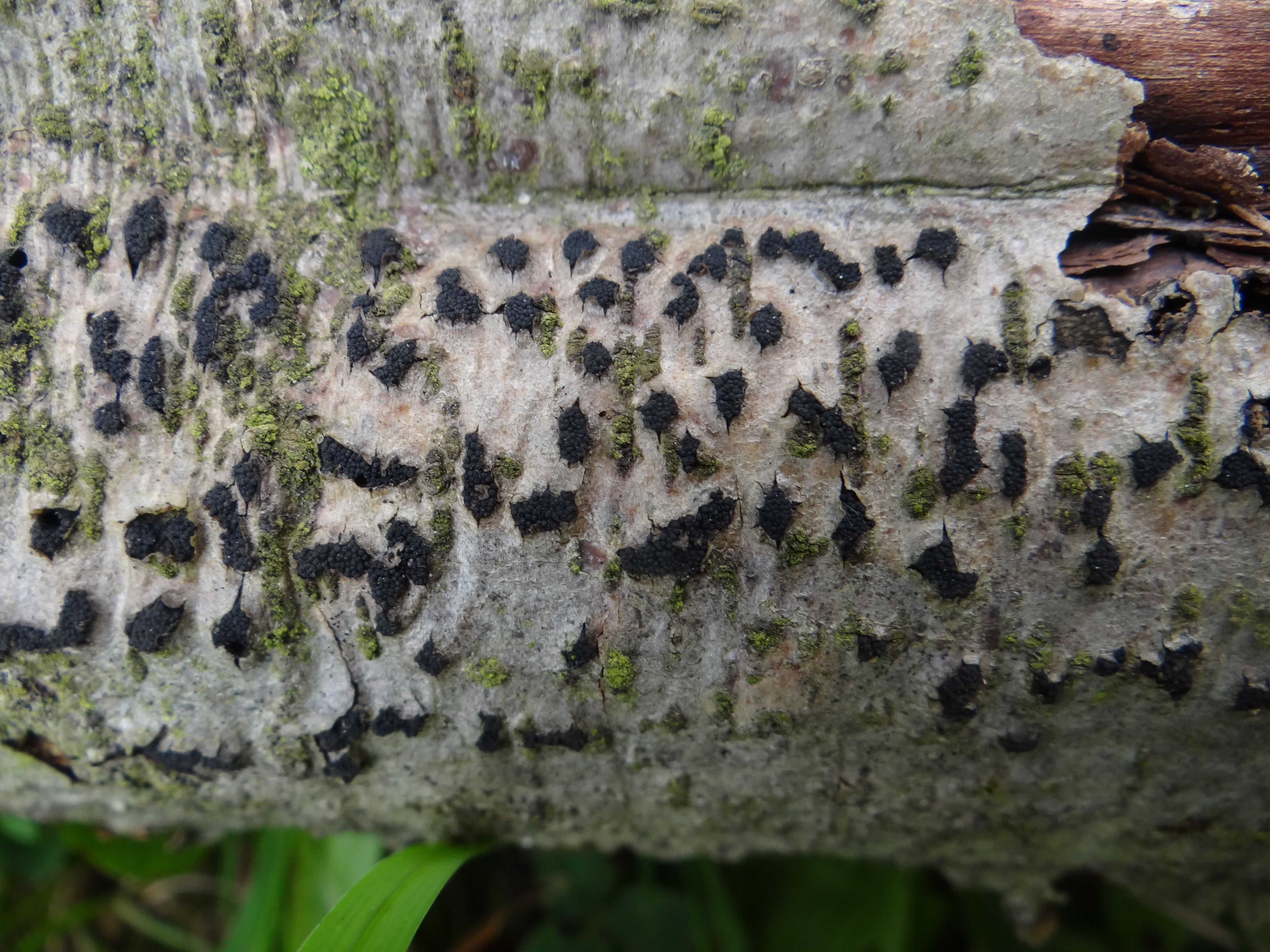
photo de Anthostoma decipiens

Anthostoma decipiens est un champignon ascomycète de l'Ordre des Xylariales.

## Synonymes
- Botryosphaeria decipiens (DC.) Cooke[1]
- Cryptosphaeria decipiens (Lam. & DC.) Laessøe & Spooner[1]
- Cytospora decipiens Sacc.[1]
- Lopadostoma decipiens (DC.) P.M.D. Martin[1]
- Sphaeria decipiens DC.[1]

## Habitat
Ecorces de charmes (Carpinus).